# Cap Delgado
Cap Delgado (cabo Delgado en portuguès) és un accident geografic de la costa nord de Moçambic, que marca el punt més al nord del país; es troba a uns 30 km al sud del riu Rovuma que delimita la frontera amb Tanzània. El cap fou creat per sediments del riu Rovuma depositats a la seva desembocadura a l'oceà Índic. El seu nom serveix per denominar a una província (i abans districte) de Moçambic: Cabo Delgado.